# Linguaggio regolare
In informatica teorica un linguaggio regolare è un linguaggio formale, ossia costituito da un insieme di stringhe costruite con un alfabeto finito, che è descritto da un'espressione regolare, generato da una grammatica generativa regolare (o di tipo 3, secondo la gerarchia di Chomsky) o accettato da un automa a stati finiti (automa a stati finiti deterministico o automa a stati finiti non deterministico).

## Linguaggi regolari basati su un alfabeto
L'insieme dei linguaggi regolari basati su un alfabeto {\displaystyle \Sigma } è definito ricorsivamente come segue:
- il linguaggio vuoto {\displaystyle \emptyset } è un linguaggio regolare.
- il linguaggio {\displaystyle \left\{\epsilon \right\}} contenente la sola stringa vuota è un linguaggio regolare.
- per ogni carattere {\displaystyle a\in \Sigma }, il linguaggio singleton {\displaystyle \left\{a\right\}} è un linguaggio regolare.
- se {\displaystyle A} e {\displaystyle B} sono linguaggi regolari allora {\displaystyle A\cup B}, {\displaystyle A\circ B}, e {\displaystyle A^{*}} sono linguaggi regolari.
- nessun altro linguaggio su {\displaystyle \Sigma } è regolare.

Tutti i linguaggi finiti sono regolari. Un altro tipico esempio include il linguaggio che consiste di tutte le stringhe dell'alfabeto {\displaystyle \left\{a,b\right\}} e che contiene un numero pari di a, o il linguaggio consistente di tutte le stringhe nella forma: zero o più a seguite da zero o più b.

## Proprietà di chiusura
I linguaggi regolari sono chiusi rispetto alle seguenti operazioni:
- {\displaystyle {\bar {L}}} complemento
- {\displaystyle L^{*}} stella di kleene
- {\displaystyle L_{1}\circ L_{2}} concatenazione
- {\displaystyle L_{1}\cup L_{2}} unione
- {\displaystyle L_{1}\cap L_{2}} intersezione
- {\displaystyle L_{1}\smallsetminus L_{2}} differenza
- {\displaystyle L_{1}^{R}} riflesso

## Problemi legati ai linguaggi regolari
Nella gerarchia di Chomsky i linguaggi regolari corrispondono ai linguaggi generati da grammatiche di tipo 3. È possibile stabilire se un linguaggio è regolare o meno utilizzando il teorema di Myhill-Nerode. È invece possibile dimostrare che un linguaggio non è regolare utilizzando il pumping lemma per i linguaggi regolari.
Dati due linguaggi regolari {\displaystyle L_{1}} ed {\displaystyle L_{2}} è possibile verificare l'inclusione {\displaystyle L_{1}\subseteq L_{2}} utilizzando le proprietà di chiusura. Per questo motivo è possibile stabilire se due linguaggi regolari sono equivalenti.

## Approccio algebrico
Ci sono due approcci algebrici puri per definire i linguaggi regolari. Se {\displaystyle \Sigma } è un alfabeto finito e {\displaystyle \Sigma ^{*}} denota il monoide libero su {\displaystyle \Sigma } consistente di tutte le stringhe su {\displaystyle \Sigma }, {\displaystyle f:\Sigma ^{*}\rightarrow M} è un omomorfismo di monoide dove {\displaystyle M} è un monoide finito, e {\displaystyle S} è un sottoinsieme di {\displaystyle M}, dove la funzione inversa {\displaystyle f^{-1}(S)} è regolare. Ogni linguaggio regolare si presenta in questa forma.
Se {\displaystyle L} è un sottoinsieme di {\displaystyle \Sigma ^{*}}, si può definire una relazione di equivalenza {\displaystyle \sim } in {\displaystyle \Sigma ^{*}} come segue: {\displaystyle u\sim v} è definita
{\displaystyle uw\in L\iff vw\in L{\mbox{ per ogni }}w\in \Sigma ^{*}}
Il linguaggio {\displaystyle L} è regolare se e solo se il numero di classi equivalenti di {\displaystyle \sim } è finito; in questo caso, questo numero è uguale al numero degli stati del minimo automa a stati finiti deterministico che accetti {\displaystyle L}.